# Opilo
Ne doit pas être confondu avec Opilio.
Genre
Opilo est un genre d'insectes de l'ordre des coléoptères, de la famille des Cleridae.
Les larves vivent dans le bois et se nourrissent d'insectes xylophages.

## Synonymie
- Eupocus Illiger, 1807
- Notoxus Fabricius, 1775
- Opilus Latreille, 1806

## Liste d'espèces
Selon BioLib (6 avril 2018) :
- Opilo abeillei Korge, 1960
- Opilo barbarus (Abeille de Perrin, 1893)
- Opilo cilicicus Hintz, 1902
- Opilo difficilus Schenkling, 1912
- Opilo domesticus (Sturm, 1837)
- Opilo formosanus Schenkling, 1912
- Opilo mityatakei Yoshimichi, 2004
- Opilo mollis (Linnaeus, 1758)
- Opilo orocastaneus Zappi & Pantaleoni, 2010
- Opilo pallidus (Olivier, 1795)
- Opilo sordidus Westwood, 1852
- Opilo taeniatus (Klug, 1842)
- Opilo tilloides (Chevrolat, 1876)
- Opilo triangulus Schenkling, 1902

Selon ITIS (6 avril 2018) : 
- Opilo domesticus (Sturm, 1837)
- Opilo mollis (Linnaeus, 1758)